# Glypta satanas
Glypta satanas là một loài tò vò trong họ Ichneumonidae.